# 病患自控式止痛
病患自控式止痛（英語：Patient-controlled analgesia），是指任何讓病患以自我管理的方式減輕或舒緩個人疼痛的方法。靜脈注射可由處方開立者設計，避免機器給予過量的藥物。

## 給藥途徑

### 口服
使用非處方藥或處方鎮痛藥自我控管，是病患自控式止痛中最普遍的一個類型。

## 外部連結
- Crombie, JM. . The Practitioner. 1876, 16 (2): 97–101  [2010-11-23]. ISSN 0032-6518. （原始内容存档于2017-03-14）.